# Waiting for Columbus
Waiting for Columbus es el primer álbum en vivo de la banda estadounidense Little Feat. Fue publicado el 10 de febrero de 1978 por Warner Bros. Records. Waiting for Columbus alcanzó el puesto número 18 en el Billboard 200 y fue certificado disco de platino por la Recording Industry Association of America (RIAA).

## Grabación
Waiting for Columbus fue grabado durante 7 presentaciones en 1977. Los primeros cuatro espectáculos se llevaron a cabo en el Rainbow Theatre de Londres del 1 al 4 de agosto de 1977. Los últimos tres espectáculos se grabaron la semana siguiente en el Lisner Auditorium de la Universidad George Washington en Washington D. C., del 8 al 10 de agosto. La banda estuvo respaldada por la sección de vientos de Tower of Power, con la que habían grabado para su álbum de 1974, Feats Don't Fail Me Now. Muchas de sus canciones más conocidas fueron reelaboradas o ampliadas. Por ejemplo, una de sus canciones insignias, «Dixie Chicken», se amplió en gran medida para incluir un largo solo de piano del teclista Bill Payne, un arreglo de trompeta de Dixieland y, finalmente, una improvisación de guitarra dual entre los dos guitarristas de la banda, Lowell George y Paul Barrère. En algunos casos, canciones como «Rocket in My Pocket» y «Mercenary Territory» se reelaboraron para incluir la sección de vientos y, adicionalmente, Little Feat versionó melodías tales como «Don't Bogart That Joint» de Fraternity of Man y «On Your Way Down» de Allen Toussaint (la cual también apareció en el álbum de 1973, Dixie Chicken). El exguitarrista de The Rolling Stones, Mick Taylor, hace una aparición especial tocando la guitarra slide en «A Political Blues». La banda grabó y mezcló suficiente material de estas actuaciones para un LP triple, pero por razones de marketing lo mantuvieron en un álbum doble. Tres de las pistas no utilizadas se incluyeron en su álbum recopilatorio de 1981, Hoy-Hoy!. Todas fueron finalmente lanzadas en la edición de lujo de CD de 2002.

## Diseño de portada
La portada del álbum, diseñada por Neon Park, muestra elementos del continente Americano desconocidos para los europeos antes del descubrimiento de América de Cristóbal Colón: un tomate antropomórfico en una hamaca frente a un telón de fondo de follaje y cactus nativos americanos.

## Recepción de la crítica
En una reseña para Pitchfork, el crítico musical Stephen Thomas Erlewine calificó Waiting for Columbus como “una alegre celebración de ritmos y texturas nacidas de la química idiosincrásica del grupo”. Hal Horowitz de American Songwriter escribió: “[Los conciertos] capturan lo bueno, lo malo, las ocasionales notas vocales irregulares y sopladas que caracterizan a cualquier conjunto, incluso aquellos con músicos tan talentosos como los de Little Feat”. Jon Dale de Uncut describió el álbum como “una combinación ideal de composición elevada, voracidad musical y la rara alquimia de un grupo, en el escenario, en plena posesión y comprensión de sus capacidades, jugando con los matices y la sensualidad”. El sitio web AllMusic describió Waiting for Columbus como “uno de los mejores álbumes en vivo de su época”.

### Clasificaciones
En abril de 2015, Waiting for Columbus ocupó la posición número 49 en la lista de los “50 mejores álbumes en vivo de todos los tiempos” de la revista Rolling Stone. Los lectores de Rolling Stone lo ubicaron en el puesto número 7 en una encuesta de 2012 de álbumes en vivo favoritos de todos los tiempos.

## Lista de canciones
Todas las canciones escritas y compuestas por Lowell George, excepto donde esta anotado. 
| Lado uno |                                                     |          |  |
| N.º      | Título                                              | Duración |  |
| 1.       | «Join the Band» (tradicional, arr. por Little Feat) | 1:55     |  |
| 2.       | «Fat Man in the Bathtub»                            | 4:54     |  |
| 3.       | «All That You Dream» (Paul Barrère, Bill Payne)     | 4:30     |  |
| 4.       | «Oh Atlanta» (Payne)                                | 4:21     |  |
| 5.       | «Old Folks' Boogie» (P. Barrère, Gabriel Barrère)   | 4:29     |  |

| Lado dos |                                                        |          |  |
| N.º      | Título                                                 | Duración |  |
| 1.       | «Time Loves a Hero» (P. Barrère, Kenny Gradney, Payne) | 4:20     |  |
| 2.       | «Day or Night» (Payne, Fran Tate)                      | 5:31     |  |
| 3.       | «Mercenary Territory» (George, Richie Hayward)         | 4:37     |  |
| 4.       | «Spanish Moon»                                         | 5:39     |  |

| Lado tres |                                         |          |  |
| N.º       | Título                                  | Duración |  |
| 1.        | «Dixie Chicken» (George, Martin Kibbee) | 8:54     |  |
| 2.        | «Tripe Face Boogie» (Hayward, Payne)    | 7:10     |  |
| 3.        | «Rocket in My Pocket»                   | 3:58     |  |

| Lado cuatro |                                                            |          |  |
| N.º         | Título                                                     | Duración |  |
| 1.          | «Willin'»                                                  | 4:43     |  |
| 2.          | «Don't Bogart That Joint» (Elliot Ingber, Lawrence Wagner) | 1:02     |  |
| 3.          | «A Apolitical Blues»                                       | 3:52     |  |
| 4.          | «Sailin' Shoes»                                            | 6:24     |  |
| 5.          | «Feats Don't Fail Me Now» (P. Barrère, George, Kibbee)     | 5:36     |  |

## Posicionamiento
| Gráfica (1978)                    | Pico de posición |
| --------------------------------- | ---------------- |
| Australia (Kent Music Report)     | 27               |
| Canadá (RPM Top Albums/CDs)       | 23               |
| Estados Unidos (Billboard 200)    | 18               |
| Noruega (VG-lista)                | 18               |
| Nueva Zelanda (Recorded Music NZ) | 11               |
| Países Bajos (Album Top 100)      | 29               |
| Reino Unido (UK Albums Chart)     | 43               |

| Gráfica (2022)                             | Pico de posición |
| ------------------------------------------ | ---------------- |
| Alemania (Offizielle Top 100)              | 51               |
| Bélgica (Flandes) (Ultratop 200 Albums)    | 170              |
| Escocia (Scottish Albums Chart)            | 78               |
| Estados Unidos (Billboard Top Album Sales) | 37               |
| Reino Unido (UK Albums Sales Chart)        | 73               |
| Reino Unido (UK Physical Albums Chart)     | 68               |
| Suiza (Schweizer Hitparade)                | 55               |

## Certificaciones y ventas
| País                  | Certificación | Ventas    |
| --------------------- | ------------- | --------- |
| Estados Unidos (RIAA) | Platino       | 1,000,000 |